# انحشار فخذي حقي
الانحشار الفخذي الحقي هو حالة تشمل واحدة أو أكثر من التشوهات التشريحية لمفصل الورك، وهو مفصل كروي حقي. يعد سببًا شائعًا لألم الورك وعدم الراحة لدى الشباب والبالغين في منتصف العمر. يحدث عندما يلامس رأس الفخذ الكروي الحُق بشكل غير طبيعي أو لا يسمح بنطاق طبيعي للحركة ضمن التجويف الحقي. قد يحدث تلف في الغضروف المفصلي أو الغضروف الشفاوي (النسيج الرخو) أو كليهما. قد تترافق الحالة بأعراض أو تكون لا عرضية. قد يسبب فصال عظمي وركي. تتراوح خيارات العلاج من المعالجة التحفطية إلى الجراحة.

## التشريح
يصنف مفصل الورك على أنه مفصل كروي حقي. يسمح هذا النوع من المفصل الزلالي بالحركة والدوران في اتجاهات متعددة. هناك نوعان من العظام التي تشكل مفصل الورك وتشكل مفصل بين عظم الفخذ والحوض. يربط هذا المفصل الهيكل المحوري بالطرف السفلي. يتكون عظم الحوض، المعروف أيضًا باسم العظم اللامسمى، من ثلاث عظام مدمجة معًا: الحرقفة والإسك والعانة. تنقسم عضلات الورك إلى عضلات الفخذ الأمامية وعضلات الورك الخلفية. يعتبر كل من العصب الفخذي والعصب الوركي من أهم الإمدادات العصبية التي تمر عبر مفصل الورك.

## العلامات والأعراض
الألم هو الشكوى الأكثر شيوعًا لدى مرضى الانحشار الفخذي الحقي. ينتشر في عدة مناطق، ما يجعل التشخيص صعبًا، ولكنه يحدث بشكل شائع في المغبن والأرداف العلوية/أسفل الظهر والأرداف أو أسفل الأرداف وجانب الورك المصاب وأعلى الساق الخلفية. تظهر الأعراض بشكل حاد أو تدريجي. غالبًا ما يكون الألم شديدًا ويسبب انخفاض مستوى النشاط والحركة. أبلغ البعض أيضًا عن انخفاض نطاق حركة الورك المصاب. تشمل الأعراض الأخرى ألم المغبن المرتبط بالنشاط وعدم وجود تاريخ سابق للرضح. قد تحدث أيضًا مشاكل في القدرة على أداء أنشطة مثل ثني الورك العالي أو الجلوس المطول لدى الأفراد المصابين بالانحشار الفخذي الحقي.

## السبب
يتميز الانحشار الفخذي الحقي بالاتصال غير الطبيعي بين عظم الفخذ القريب وحافة الحُق (تجويف الورك). في معظم الحالات، يعاني المرضى من تشوه في عظم رأس الفخذ أو الحُق أو اتصال فخذي-حقي ضعيف، أو أي من أو كل ما سبق. سبب الانحشار الفخذي الحقي غير معروف حاليًا، لكن حُددت المسببات الخلقية والمكتسبة. أظهرت الدراسات زيادة في الإصابة بين الأشقاء، ما يشير إلى وجود مسبب وراثي. أظهرت إحدى الدراسات أيضًا شيوع الإصابة بين سكان القوقاز. أُبلغ أيضًا عن شيوع الإصابة بين الذكور. رغم ذلك، لا يوجد دليل ملموس يشير إلى سمة وراثية وتدعم النظرية الأكثر تفضيلًا حاليًا أن الانحشار الفخذي الحقي (نمط الحدبات بشكل خاص) يعود إلى الحركات المتكررة التي تشمل الورك (مثل القرفصاء) بين الرياضيين الشباب. تشمل الأنشطة المشددة التي يبلغ عنها عادةً القرفصاء المتكررة أو لفترات طويلة، وحركات لوي الفخذ، مثل الدوران أثناء ألعاب القوى، والدخول إلى السيارات والخروج منها، وحتى الجلوس لفترات طويلة. قد يؤهب مزيج من هذه العوامل أيضًا إلى شكل من أشكال الانحشار الفخذي الحقي؛ بالدرجة الأولى، شذوذ ثانوي في نمو عظم الورك مع عوامل بيئية مثل الحركة المتكررة للساقين ضمن نظاق فوق فيزيولوجي.

## التشخيص
يعد التقييم السريري الخطوة الأولى في التشخيص، لكنه نادرًا ما يكون كافيًا للتشخيص وحده، بسبب الطبيعة غير المتسقة والمبهمة للألم. يجب الاستفسار عن الطفولة والنشاط الحالي. يجب أن يتضمن الفحص البدني أيضًا تقييم الدوران الداخلي السلبي للورك عند الانثناء، إذ يقل نطاق الحركة بما يتناسب مع حجم آفة الحدبات. يجب أيضًا ثني الورك إلى 90 درجة، وتقريب الورك وتدويره داخليًا، ما يُعرف باسم اختبار فادير (FADDIR). يكون الاختبار إيجابيًا عندما يسبب الألم. يجب أيضًا إجراء اختبار فابير (FABER)، ويتضمن ثني الورك وتقريبه وتدويره خارجيًا. يعد اختبار فابير مفيدًا عند التشخيص المتزامن لأمراض الشفا ويعتبر إيجابيًا إذا حرضت الوضعية شعورًا بالألم. تشمل الطرق الإضافية غير الباضعة لمراقبة الانحشار الفخذي الحقي المحتملة التغييرات في المشية التي تشمل بسط الورك السفلي والدوران الداخلي لتصحيح النمو العظمي.

### التشخيص التفريقي[9]
- المتلازمة الكمثرية أو الجهدية
- تمزق الشفا بدون الانحشار الفخذي الحقي
- إجهاد العضلة المقربة
- عرق النسا
- فتق رياضي
- التهاب أوتار العضلة الألوية الوسطى/الصغرى أو العضلة القطنية الحرقفية
- كسر إجهادي
- نخر عظم الفخذ
- الانحشارات الأخرى، بما في ذلك الشوكة الحرقفية الأمامية السفلية، والإسكية الفخذية والعضلة القطنية الحرقفية
- ارتخاء ضمن المفصل

## الوقاية
يجري التحقيق في الوقاية حاليًا. تهدف الوقاية إلى تجنب تلف المفاصل والفصال العظمي الوركي المبكر. تقيم الدراسات فعالية فحص المراهقين في المدرسة واستهداف الأفراد المعرضين للخطر بهدف التثقيف والعلاج الفيزيائي وتقليل المشاركة في الأنشطة/الرياضات التي قد تكون ضارة كما هو مشار إليه في قسم علم الأوبئة.

## العلاج
يمكن تقسيم علاج الانحشار الفخذي الحقي إلى غير جراحي (تحفظي) وجراحي. غالبًا ما يوصف العلاج التحفظي لمن لم يتلقوا أي علاج بعد. يشمل العلاج التحفظي العلاج الفيزيائي وتجنب الأنشطة التي تسبب الألم ومضادات الالتهاب اللاستيرويدية. قد يشمل أيضًا حقن المفاصل بالكورتيزون أو حمض الهيالورونيك، خاصةً لمن يريدون تجنب الجراحة.
يطبق العلاج الفيزيائي بهدف تحسين حركة المفاصل وتقوية العضلات المحيطة بالمفصل وتصحيح الوضعية وعلاج أي عجز عضلي أو مفصل قد يؤدي إلى تفاقم الحالة. يمكن أيضًا إجراء تحليل حركي لتحديد أنماط الحركة المحددة التي قد تسبب الإصابة. تجرى دراسات حالية لإثبات فعالية العلاج الفيزيائي، بدون نتائج قاطعة حتى الآن.
يوصى بالعلاج الجراحي بشكل عام في حال استمرار ظهور الأعراض. يشمل التصحيح الجراحي لأي تشوهات عظمية تسبب انحشار وتصحيح أي آفات للأنسجة الرخوة، مثل تمزق الشفا. الهدف الأساسي من الجراحة هو تصحيح ملاءمة رأس الفخذ والحُق لتشكيل تجويف في الورك يقلل من الاتصال بين الاثنين، ما يسمح بنطاق أكبر من الحركة. تشمل الإجراءات نحت رأس الفخذ و/أو تشذيب حافة الحُق.
قد تكون الجراحة مفتوحة أو تجرى باستخدام التنظير. اقترحت دراسة عام 2011 لتحليل الأساليب الجراحية الحالية لإدارة الانحشار الحقي الفخذي المترافق بأعراض، أن طريقة تنظير المفصل كانت لها نتائج جراحية مساوية أو أفضل من الطرق الأخرى مع معدل أقل من المضاعفات الشديدة عند إجرائها من قبل الجراحين ذوي الخبرة؛ لذلك نادرًا ما تجرى الجراحة المفتوحة حاليًا.

## علم الأوبئة
أجريت أبحاث محدودة حول انتشار الانحشار الفخذي الحقي بين عامة السكان وفقًا لمراجعة الأدبيات التي أجراها الغرني (Algarni). من ناحية أخرى، هناك العديد من المصادر التي تناقش انتشار هذه الحالة بين الرياضيين خاصةً الأصغر سنًا وذوو البشرة البيضاء. يكون انتشار تشوهات عنق الفخذ في رياضات مثل الهوكي والتنس وكرة القدم والفروسية أعلى بسبب طبيعتها التي تجبر الرياضيين على حركات الانثناء القسري والمحمّل والدوران الداخلي.
تكون آفات الحدبات أكثر شيوعًا لدى الذكور، بينما تكون آفات الكماشة أكثر شيوعًا لدى الإناث بسبب الاختلافات في التطور التشريحي للحوض.

## أنظر أيضا
- تمزق الشفة الوركية